# جرمشت پایین
جرمشت پایین، روستایی از توابع بخش سیمکان شهرستان جهرم در استان فارس ایران است.

## جمعیت
این روستا در دهستان پشت پر قرار دارد و بر اساس سرشماری مرکز آمار ایران در سال ۱۳۸۵، جمعیت آن ۲۲۹ نفر (۶۰ خانوار) بوده‌است و شغل مردم این روستا باغداری و دامداری میباشد 
میوه‌های صادراتی از جمله لیمو و لیمو‌ شیرین از محصول اصلی این روستا می‌باشد این روستا آب هوایی گرم وخشک دارد.